# 가고시마 TV

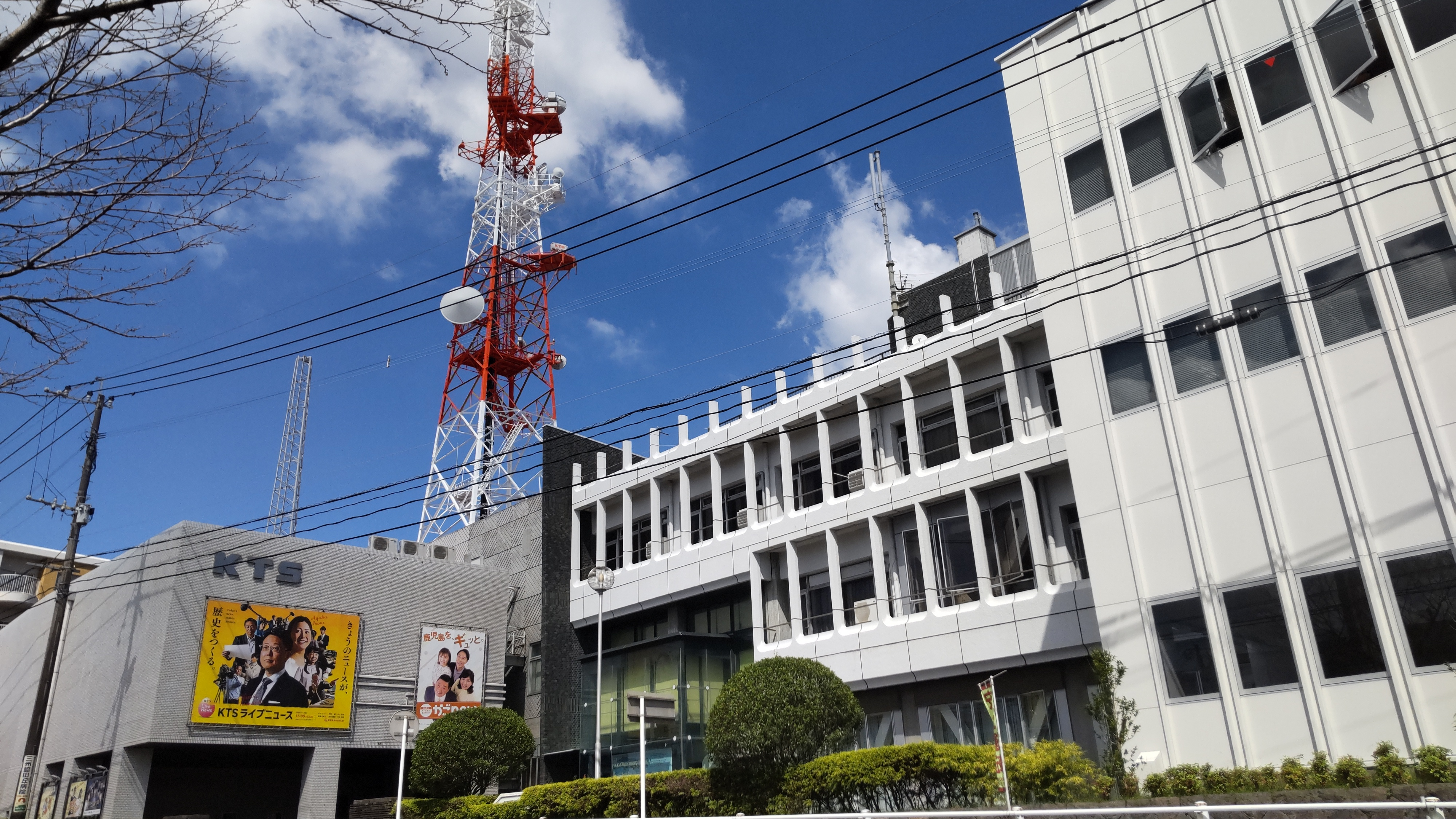

가고시마 TV는 1969년 4월 1일 가고시마현의 2번째 민영방송국으로 개국했다.
약칭은 KTS, 콜사인은 JOKH-DTV이다.

## 연혁
- 1967년 10월 13일 회사명을 「가고시마 TV 방송」으로 결정
- 1967년 11월 1일 텔레비전 방송국 예비 면허 교부
- 1968년 3월 12일 가고시마 TV 방송 주식회사 설립
- 1969년 1월 31일 시험 전파 발사
- 1969년 3월 1일　서비스 방송 실시
- 1969년 4월 1일　오전 8시 30분 본방송 개시와 동시에 컬러 방송 개시

개국 당초의 프로그램 방송 비율은 3 계열(후지·니혼TV·TV아사히) 모두 동률로 여겨졌다.
- 1972년 9월 21일 자사 프로그램 컬러제작 시작
- 1977년 1월 28일 아마미제도에서 텔레비전 방송 개시(방송 기술의 향상과 아마미군도 진흥 개발 사업을 통한 일본정부의 경비지원으로 중계국 완성)
- 1982년 10월 1일 TV아사히 계열국인 가고시마 방송 개국에 따라 TV 아사히 프로그램이 중단되고 후지 TV와 니혼TV 프로그램을 방송하는 크로스 네트워크 방송국이 된다.
- 1994년 4월 1일  니혼TV 계열국인 가고시마 요미우리 TV 개국에 따라 니혼TV 프로그램이 중단되고 후지 TV 완전가맹국이 되었다.
- 2006년 11월 5일　지상파 디지털 텔레비전 방송 서비스 방송 개시
- 2006년 12월 1일 지상파 디지털 텔레비전 방송 본방송을 개시
- 2011년 7월 24일 지상파 디지털 텔레비전 방송 전환으로 아날로그 방송 종료(다음 날 완전히 아날로그 방송 종료되었다.)

## 네트워크의 변천
- 1969년 4월 1일　니혼TV·후지 TV·NET-TV의 트리플 크로스 네트워크 방송국으로서 개국.뉴스 네트워크 NNN·FNN에 가맹.
- 1969년 10월 1일　FNS에 가맹.
- 1970년 1월 1일　뉴스 네트워크 ANN에 가맹.
- 1972년 이 해 발족한 NNS에 가맹.
- 1975년3월 31일　준 중심방송국 네트워크 교환에 의해 마이니치 방송 프로그램 대신 아사히 방송 프로그램을 방송하기 시작했다.
- 1981년 4월 6일　아침 뉴스 프로그램을 NNN 프로그램으로 통일하면서 ANN계열 뉴스프로그램이 중단됐다.
- 1982년 10월 1일　가고시마 방송 개국에 의해 TV 아사히 프로그램이 중단되고 그와 동시에 ANN을 탈퇴하는 대신 미나미니혼 방송이 방송하고 있던 니혼TV·후지 TV 프로그램중 20%를 대신 방송하게 된다.
- 1984년 4월 1일　자사제작 뉴스 프로그램 KTS TV석간이 6시 대로 이행했기 때문에 후지 TV 저녁 뉴스 프로그램 FNN 뉴스 리포트 6:00의 방송이 중지되었으며, 그 결과 FNN 뉴스가 낮에만 방송되고, 그 외 시간대에선 NNN 뉴스를 방송하여, 일시적으로 니혼TV중심 크로스넷 방송국이 된다.
- 1985년 4월 1일　자사제작 신 뉴스 프로그램 KTS 슈퍼 타임이 시작되고, 평일 저녁에 방송되는 FNN 뉴스를 방송하면서, 지금까지의 낮 FNN,저녁 NNN을 낮 NNN,저녁 FNN으로 개편.
- 1994년 4월 1일　가고시마 요미우리 TV 개국에 의해 니혼TV 프로그램이 중단되고 이와 동시에 NNN·NNS를 탈퇴하면서 후지 TV완전가맹국이 되었다.

## 특징
- 가고시마 방송 개국 전까지는 ANN과, 가고시마 요미우리 TV 개국 전까지는 NNN과 크로스 네트워크 관계를 맺고 있었다.
- 개국 당시에는 가고시마 만에서만 시청이 가능했다.
- 가고시마 요미우리 TV 개국당시 요미우리 신문이 보유한 가고시마 TV 주식과 간사이 TV 방송이 보유한 후쿠오카 방송의 주식이 교환된다는 소문 때문에 한동안 소동을 빚었다.

## 가고시마현에 있는 다른 텔레비전·라디오 방송국
- NHK 가고시마 방송국
- 미나미니혼 방송(MBC)(TV는 도쿄 방송 계열국, 라디오는 JRN&NRN계열국)
- 가고시마 요미우리 TV(KYT)(니혼 TV계열）
- 가고시마 방송(KKB)(TV 아사히계열）
- FM가고시마(JFN 계열）